# باستان‌گوه‌ای‌ها
باستان‌گُوٍه‌ای‌ها (نام علمی: Archaeospheniscus) نام یک سرده منقرض‌شده از زیرخانواده پنگوئن‌های غول است.
شکل مشابه با گوه در پنگوئن‌ها دلیل این نام‌گذاری است.